# Novela histórica en lengua inglesa

## Época georgiana
La segunda y más notable novela de Jane Porter (1776-1850), The Scottish Chiefs, fue escrita en el transcurso de un año y publicada en cinco volúmenes en 1810. Su tema lo constituyen las andanzas de William Wallace, el patriota escocés, de quien había escuchado historias en su infancia. Para preparar la novela buscó información por todas partes. Sin duda conocía el viejo poema sobre el tema, de Henry the Minstrel (Harry el ciego). The Scottish Chiefs tuvo un éxito inmenso en Escocia. Traducida al alemán y al ruso, alcanzó fama en toda Europa, fue proscrita por Napoleón y llegó a la India. La tradición según la cual Scott reconoció en una conversación con Jorge IV que este libro fue el germen de las novelas de Waverley debe considerarse apócrifa. El libro ha conservado su popularidad (fue reeditado en nueve ocasiones entre 1816 y 1882) y es una de las pocas novelas históricas anteriores a Waverley que han pervivido.
Si bien Walter Scott (1771-1832) fue también un destacado poeta, su mayor gloria reside, desde luego, en sus novelas. Scott fue el novelista más famoso de su tiempo, tanto en Gran Bretaña como en Europa, y poderosa fuente de influencia literaria, para bien o para mal, del siglo XIX. Por la variedad, la verosimilitud y la vitalidad de sus personajes, probablemente no tenga parangón desde Shakespeare.
Bajo la pluma de Scott, Escocia se convirtió en el país romántico por excelencia para toda Europa: la agreste grandiosidad de sus paisajes, la fortaleza e independencia de sus campesinos, el carácter violento y al tiempo conmovedor de gran parte de su historia contribuyeron a aumentar el atractivo de estas tierras. Scott instituyó la novela histórica como forma de ficción honrosa y viable, contextualizando históricamente los dilemas personales de sus personajes y apuntalando todo en el denso transcurrir de la vida de la comunidad. Por eso, cuando mejor está es cuando trata hechos que suceden en su propio país siglo y medio antes del momento en que Scott coge la pluma. Scott se mueve con facilidad en los años finales del siglo XVII y en el siglo XVIII; se encuentra vinculado a la vida de aquella época a través de sus antepasados, de historias que se han ido contando en su familia de generación en generación. Y aunque era conservador de carácter y simpatizaba con el partido tory, tenía la capacidad instintiva de comprender todos los puntos de vista políticos y religiosos de la compleja y alterada historia escocesa.
Toda Europa le amaba por las románticas historias de tono desenfadado que escribía, pero puede que los lectores también estuvieran respondiendo a la dignidad que Scott confería con su prosa a su propio país y a sus gentes. En un periodo nacionalista esto era algo que les calaba hasta los huesos, sobre todo a pueblos pequeños y oprimidos.
Puede muy bien decirse que, aunque Scott tuvo algunos antecedentes, entre los que se incluye la descripción que de la vida irlandesa hace Maria Edgeworth en Castle Rackrent (1800), fue el creador de la novela histórica. En lugar del ambiente de la época y el estudio detallado de la vida de las clases medias, se vuelve hacia el pasado, utilizando con frecuencia personajes bien conocidos, y construye una narración que es a un tiempo aventura y descripción de un mundo anterior. Allí donde Fielding y Jane Austen quedaban satisfechos con la descripción de personajes y de lo que rodeaba a éstos, Scott creó toda una ambientación para sus escenas, en las que aparecen descripciones paisajísticas y de la naturaleza, así como todos los detalles pintorescos de tiempos pasados.
Scott iguala a Shakespeare por la variedad de las escenas y la riqueza de personajes, pero al comparar sus artes respectivos, hay muchos elementos de los que Scott adolece. Tampoco llegó a penetrar como Shakespeare en los lugares más recónditos de la mente de sus personajes. La conducta y las emociones de éstos están gobernadas por motivos sencillos. Sus relatos están llenos también de boato, sin comprender en profundidad aquellas instituciones que han ido afectando a las vidas de los hombres; es muy significativo que, en el tratamiento que hace de la Edad Media, sea precisamente la Iglesia ―la institución dominante― aquella que escapa a su consideración.
Aunque es conveniente utilizar con Scott la etiqueta de «novelista histórico», este concepto es equívoco si se deja sin analizar. Su primera novela, Waverley (1814), trata del levantamiento jacobita de 1745 y, aunque de alguna manera es histórica, fue capaz de construir el escenario de la acción a partir del recuerdo de personas aún vivas con las que se había encontrado en las Highlands. Este elemento escocés, unido al jacobitismo (el último movimiento medieval de Europa) como tema principal, es la más importante característica de toda su obra y a la que recurre con frecuencia, por ejemplo en Guy Mannering (1815), The Antiquary (1816), Old Mortality (1816), The Heart of Midlothian (1818) y Rob Roy (1818).
Su segunda novela, Guy Mannering, fue escrita en seis semanas, hacia la Navidad de 1814. Cuando Scott abandonó la Escocia que tan bien conocía para trasladarse a la Edad Media, en el traslado perdería una buena parte de su ciencia. Ivanhoe (1819) y The Talisman (El talismán), 1825), una historia de las cruzadas, se cuentan entre sus novelas más populares, pero son superficiales y muy teatrales si se las compara con la seguridad y profundidad de las novelas escocesas. Aunque sea menos obvio, sucede lo mismo cuando cruza la frontera para narrar la suerte de Isabel y de Jacobo I en Kenilworth (1821) y en The Fortunes of Nigel (1822).
Cuando agotaba el atractivo que para la gente tenía una época, se daba prisa en buscar otra. Entre estas novedades se le debe conceder un digno lugar en Quentin Durward (1823), localizada en la Francia de Luis XI, pues con esa novela conseguiría llamar la atención de Europa. Su narración nunca fue tan viva, y en la figura de Luis nos presenta un personaje mucho más ingenioso de lo que en él era normal.
Redgauntlet (1824), en la que se despide del tema jacobita, nos muestra hasta qué punto era Escocia su motivo principal. El conocimiento del pasado ha ido aumentando desde su época, pero las inexactitudes de los personajes que retrata es imposible que molesten a nadie que no sea un especialista. En el siglo XIX la novela desarrollaría en profundidad su forma y su estructura y, como consecuencia de ello, la reputación de Scott se resentiría. Son innumerables los seguidores que tuvo por la novela histórica, y entre ellos se incluyen Bulwer-Lytton, Dickens, Thackeray, Reade y George Eliot; y su influencia no se vería confinada solamente a las fronteras de Inglaterra, pues sería admirado desde Francia y Rusia hasta América, cruzando el Atlántico.

## Época de Guillermo IV y época victoriana
George Payne Rainsford James (1801-1860), novelista y escritor histórico, publicó alrededor de un centenar de volúmenes que gozaron de una considerable e inmediata popularidad. Influenciado por el estilo de Sir Walter Scott, pronto comenzaría a escribir novelas, que tuvieron cierto éxito en las revistas. James emprendió la escritura de novelas históricas en un momento afortunado. Scott había establecido firmemente la popularidad del género, y James en Inglaterra, como Dumas en Francia, cosechó la recompensa del trabajo de su maestro, así como del suyo propio. Entre sus títulos se cuentan Richelieu (1829), Felipe Augusto (1831), El hugonote (1838), El salteador (1838), Enrique de Guisa (1839), etc. Otras de sus obras más conocidas son: Henry Masterton (1832); The Gypsy (1835); Atila (1837); El hombre armado y The King's Highway (ambas de 1840); Agincourt y Arabella Stuart (ambas de 1844); El contrabandista (1845); Henry Smeaton (1851), y Ticonderoga (1854).
Endebles y melodramáticas como resultan ser las novelas de James, fueron éstas muy populares. El marco histórico resulta en la mayoría de los casos laboriosamente preciso, y aunque los personajes no tienen vida, el tono moral es irreprochable; en las tramas hay un agradable sabor aventurero, y el estilo es claro y correcto.
James ha sido comparado con Dumas, y la comparación se sostiene bien con respecto al género, aunque de ninguna manera con respecto al mérito. Ambos poseían cierto don para separar de las partes pintorescas de la historia aquello que pudiera sin gran dificultad ser convertido en ficción pintoresca. Sin embargo, ahí acaban las semejanzas. James tenía escaso talento puramente literario. Sus tramas resultan mediocres, sus descripciones débiles, sus diálogos a menudo por debajo incluso de una media razonable, y era deplorablemente propenso a repetirse. No obstante, aunque no se le puede conceder a James un rango muy alto entre los novelistas, poseía un genuino talento narrativo, y, si bien sus mejores libros están muy por debajo de Los tres mosqueteros y La reina Margot, existe cierto nivel de interés que se encuentra en todos ellos.
William Harrison Ainsworth (1805-1882), un prolífico escritor tan oscuro en la actualidad como famoso llegó a ser en su tiempo, reinventó la novela de ambiente gótico en un entorno inglés, una revisión radical del modelo scottiano de novela histórica y un antecedente del gótico urbano contemporáneo de Dickens y Reynolds. La zona residencial de Mánchester en la que creció ―en un ambiente histórico y romántico de estilo georgiano― y sus lecturas de infancia (obras románticas repletas de aventuras o temas sobrenaturales) influyeron notablemente en su ingente obra posterior.[cita requerida] Desde mediada la década de 1830 continuó produciendo hasta el año 1881 un torrente de novelas, hasta llegar a 39, de las cuales cabe destacar La Torre de Londres (1840); Old St. Paul's: A Tale of the Plague and the Fire (1841) y El alguacil de la torre (1861). Sus novelas del ciclo de Lancashire abarcan por completo un período de cuatro siglos de historia de Inglaterra e incluyen los siguientes títulos: Las brujas de Lancashire (1847), su mejor obra y la última de sus novelas góticas "originales"; Vida y aventuras de Mervyn Clitheroe (1857-58) y The Leaguer of Lathom (1876). Otras novelas suyas, ambientadas en diferentes épocas de la historia de Gran Bretaña, son: Crichton (1837), que es un buen ejemplo de novela histórica; Guy Fawkes o la traición de la pólvora (1840); La hija del avaro (1842); El castillo de Windsor (1843) y Saint James's o la corte de la reina Ana: un romance histórico (1844). La inconclusa Auriol o el elixir de la vida, una de sus mejores novelas, fue parcialmente publicada por entregas entre 1844 y 1845.
Todas sus obras, y particularmente las primeras, fueron extraordinariamente populares en Inglaterra. La publicación de las mismas dio comienzo cuando la materia prima era la fútil "fashionable novel" (novela elegante o novela mundana), y aquellas presentaban un agradable contraste. Los paisajes y la historia de su condado natal tuvieron para él un interés perenne, y casi se puede decir que determinado grupo de sus novelas ―léase, Las brujas de Lancashire, Guy Fawkes, The Leaguer of Lathom, Beatrice Tyldesley, Preston Fight, The Manchester Rebels y Mervyn Clitheroe― forman una historia de Lancashire hecha por el novelista, desde la peregrinación de Gracia hasta la primera parte del siglo XIX. El elemento histórico forma parte de muchas de sus restantes obras. The Flitch of Bacon (La loncha de beicon) está basada en la antigua tradición de Essex mencionada por Chaucer y otros escritores antiguos. El análisis de caracteres o motivaciones no tenía cabida en sus obras; su pujanza residía en la viveza y en la franqueza con las que elaboraba escenas y episodios. En una visión de conjunto, la obra narrativa de Ainsworth dependía de sus efectos sobre situaciones sorprendentes y descripciones poderosas: en él hay escaso humor o capacidad para definir caracteres. Ainsworth fue muy popular en su tiempo y sus novelas se vendieron copiosamente, pero su reputación no ha resistido el paso del tiempo.
En la época victoriana Edward Bulwer-Lytton (1803-1873) continuó su labor literaria con una energía casi inagotable hasta el final de su vida. Tras publicar Leila, o el asedio de Granada (1838), ambientada en la ciudad nazarí durante la última fase de la guerra de Granada (1491), el marco de sus relatos históricos volvió a ser Inglaterra, concretamente la Inglaterra de la conquista normanda (1066) y la de la Guerra de las Dos Rosas (siglo XV). El último de los barones (1843), que muchos críticos han considerado como la más históricamente sólida y generalmente eficaz de todas sus novelas, pretende ser una interpretación filosófica de los cambios sociales de un período, y su argumento se centra en la fase final de la citada guerra. Harold, o el último rey sajón (1848) sigue la pauta histórica de la conquista normanda, con una idea distinta de la de Scott: si éste se servía de la historia para escribir novelas, Bulwer-Lytton se vale de su capacidad novelística para realzar la historia.

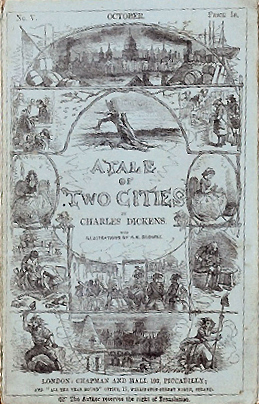
Cubierta de la publicación por entregas, en 1859, de A Tale of Two Cities (Historia de dos ciudades).

En Barnaby Rudge: un relato del motín del 80 (1841), la primera novela de ambientación histórica escrita por Charles Dickens (la acción transcurre durante los disturbios de Gordon de finales del siglo XVIII), el argumento va adquiriendo una importancia cada vez mayor. Historia de dos ciudades (1859) es una narración vigorosa, escrita probablemente bajo el influjo de Thomas Carlyle. Con la época de la Revolución francesa y el período del Terror como trasfondo histórico, la novela revela las atrocidades, contradicciones y heroísmos que puede realizar el hombre, individual y colectivamente, en momentos de exaltación y de grandes crisis. Esta obra dio una nueva estructura a la novela histórica: el asunto pertenecía al pasado y, sin embargo, no es el pasado lo que interesa, sino el carácter de valor permanente.
William Henry Giles Kingston, más reconocido como W. H. G. Kingston (1814-1880) y más célebre por sus novelas juveniles de aventuras, viajó y vivió más experiencias que la mayoría de los hombres de su tiempo. Su primer libro, El jefe circasiano, apareció en 1844, y mientras vivía en Oporto escribió la novela histórica El primer ministro, un relato de los tiempos del gran marqués de Pombal. Al establecerse en Inglaterra, se interesó por el fenómeno emigratorio y sus raíces históricas. En los últimos años de su carrera escribió numerosos relatos históricos ambientados en casi todas las épocas y países, desde Eldol el druida (1874) y Joviniano: una historia de los primeros días de la Roma de los papas (1877) en adelante, y emprendió algunas populares compilaciones históricas, como Ratos con los reyes y reinas de Inglaterra (1876). Sus obras fueron muy populares; sus historias eran bastante inocuas, pero la mayoría de ellas resultaron efímeras.
The O'Donoghue: un relato de Irlanda hace cincuenta años (1845) y El caballero de Gwynne: un relato de los tiempos de la Unión (1847), del médico y novelista irlandés Charles James Lever (1806-1872), también se enmarcan en el género de las novelas históricas. The O'Donoghue, una novela ambientada en Killarney, debe su origen a unas vacaciones pasadas en dicha región; en la siguiente, El caballero de Gwynne, uno de sus mejores libros, recurrió a la historia y se sirvió de los recuerdos contemporáneos de la Unión.
Eliza Lynn Linton (1822-1898) fue la primera mujer periodista asalariada en Gran Bretaña, y autora de más de veinte novelas. Con escaso conocimiento del mundo, poseía un vasto surtido de conocimientos antiguos obtenidos de la biblioteca de su padre. Ni su erudición ni su imaginación eran similares al recrear Egipto o Grecia, pero Azeth el egipcio (1846) y Amimone: un romance de los días de Pericles (3 volúmenes, 1848), evidenciaban una vehemente elocuencia y un brillante colorido.
Wilkie Collins (1824-1889) pasó dos o tres años con sus padres en Italia, y posteriormente, bajo la influencia de una fuerte admiración juvenil por Bulwer-Lytton, escribió clandestinamente una novela en la que utilizó con gran astucia toda la información local que había adquirido en Roma. La obra en cuestión, Antonina o la caída de Roma, recibiría una alentadora acogida tras su aparición en 1850. Se trata de una novela ambientada en el año 410, cuando tras siglos de humillación los godos avanzan sobre Roma, en la que el amor y la muerte se alternan en una danza dramática que mantiene en vilo permanente al lector. Es sin duda, en cuanto al estilo se refiere, una de sus mejores obras, y en ella se expresan ya plenamente el dominio de la trama y el manejo de la intriga, así como el dibujo de personajes de una fuerza extraordinaria.
La producción literaria de Charles Kingsley (1819-1875), cofundador del grupo de los Socialistas Cristianos, presenta tres tendencias: novelas de carácter político-social, novelas históricas y cuentos y fantasías para niños. Más éxito que con sus novelas de orientación social y moral obtuvo Kingsley con sus tres novelas históricas: Hypatia, or New Foes with an Old Face (Hipatia, o nuevos enemigos con semblante viejo, 1853), Westward Ho! (¡Rumbo al Oeste!, 1855) y Hereward the Wake (1866), aunque no todas ellas son igualmente objetivas ante los hechos históricos que les sirven de base. Su notable novela Hipatia, indudablemente una de las más exitosas tentativas en un estilo literario muy complicado, transcurre en la Alejandría de los tiempos del Imperio romano de Oriente, y encierra una crítica al escepticismo como actitud intelectual y al fanatismo de los cristianos ortodoxos de aquel período frente al paganismo neoplatónico; en esta obra, Kingsley explotó inteligentemente el contraste entre la Roma decadente y los bárbaros, salvajes pero emprendedores. Al igual que sus anteriores libros, éste pretende transmitir una lección para la época, ocupándose de un período análogo de fermentación intelectual. Muestra su brillante facultad para construir un cuadro vívido, si bien no demasiado certero, de un estado social del pasado. Siguiendo con el género histórico, apeló con éxito a prejuicios inveterados en su Westward Ho!, con galantes lobos de mar isabelinos y siniestros españoles de cliché. El relato avanza sin una pausa, y no carece de viveza y de energía. Es en cierto modo su libro más característico, y las descripciones de los paisajes de Devonshire, su campechana simpatía con los héroes isabelinos, y el inquebrantable espíritu del relato, dejan al lector indiferente con respecto a su obviamente parcial punto de vista de la historia. Westward Ho! es la novela más popular de Kingsley, que ha sido leída por la mayoría de los ingleses, y la que más ha influido en la opinión de éstos sobre la España del siglo XVI. Es obra de exaltación patriótica, de aventuras y empresas navales en la época de Isabel I. Hereward the Wake (Hereward el Proscrito) es otro extracto de la historia de la Inglaterra de John Bull. En ella se describe la personalidad y las aventuras del personaje que da nombre a la propia novela, su matrimonio con la culta y encantadora Torfrida, y su levantamiento, en 1070, contra Guillermo el Normando.
Como novelista su mayor poder residía en sus facultades descriptivas. Las descripciones de los paisajes de Sudamérica en Westward Ho!, del desierto egipcio en Hypatia, están entre las más brillantes composiciones del figuralismo en prosa inglesa.
Siguiendo la trayectoria de la novela histórica es preciso mencionar aquí a Nicholas Wiseman (1802-1865). El cardenal Wiseman es el autor de Fabiola, or the Church of the Catacombs (Fabiola, o la Iglesia de las catacumbas, 1854), recreación novelada de la vida y el espíritu de los cristianos en la Roma de los primeros tiempos de nuestra era. Fue precisamente en Roma donde Wiseman proyectó y comenzó a escribir el libro más popular que salió de su versátil pluma. Fabiola estaba destinada a ser la primera de una serie de historias ilustrativas de diferentes períodos de la Iglesia. El libro apareció a finales de 1854, y su éxito fue inmediato y fenomenal. La obra tuvo una amplísima difusión y fue traducida a diez idiomas; los eruditos más eminentes de la época fueron unánimes en sus elogios. Fue popular en Italia, donde fueron publicadas no menos de siete traducciones (una de ellas del propio autor).
Charlotte Mary Yonge (1823-1901) entrelazó desde muy pronto leyendas históricas en muchas de sus historias, y sus novelas históricas incluyeron El pequeño duque, o Richard el audaz (1854); Las lanzas de Lynwood (1855); El pastel de pichón: un relato de los tiempos de los «cabezas redondas» (1860); El príncipe y el paje: una historia de la última cruzada (1865); La paloma en el nido del águila (1866) y El león enjaulado (1870). Algunos de estos relatos históricos fueron muy bien acogidos.
Farina: a Legend of Cologne [Farina: una leyenda de Colonia] (1857), del poeta y novelista George Meredith (1828-1909), es un esbozo burlesco o irónico bastante más ligero, algo en la línea de Peacock, que apunta al cuento medieval y romántico. George Eliot la elogió, aunque sin demasiado énfasis, en la Westminster Review de octubre de 1857. Para escribir esta historia, a Meredith se le ocurrió transformar su conocimiento de la vida y la tradición legendaria de los renanos en una especie de imitación de lo grotesco de los románticos alemanes, y pretendía hacer que los ingleses simpatizasen con el espíritu del romance alemán. La trama de Farina carece de nervio, su motivación resulta insuficiente, y los diversos elementos de humor, narrativa seria y romance apenas destacan en proporción a los restantes.

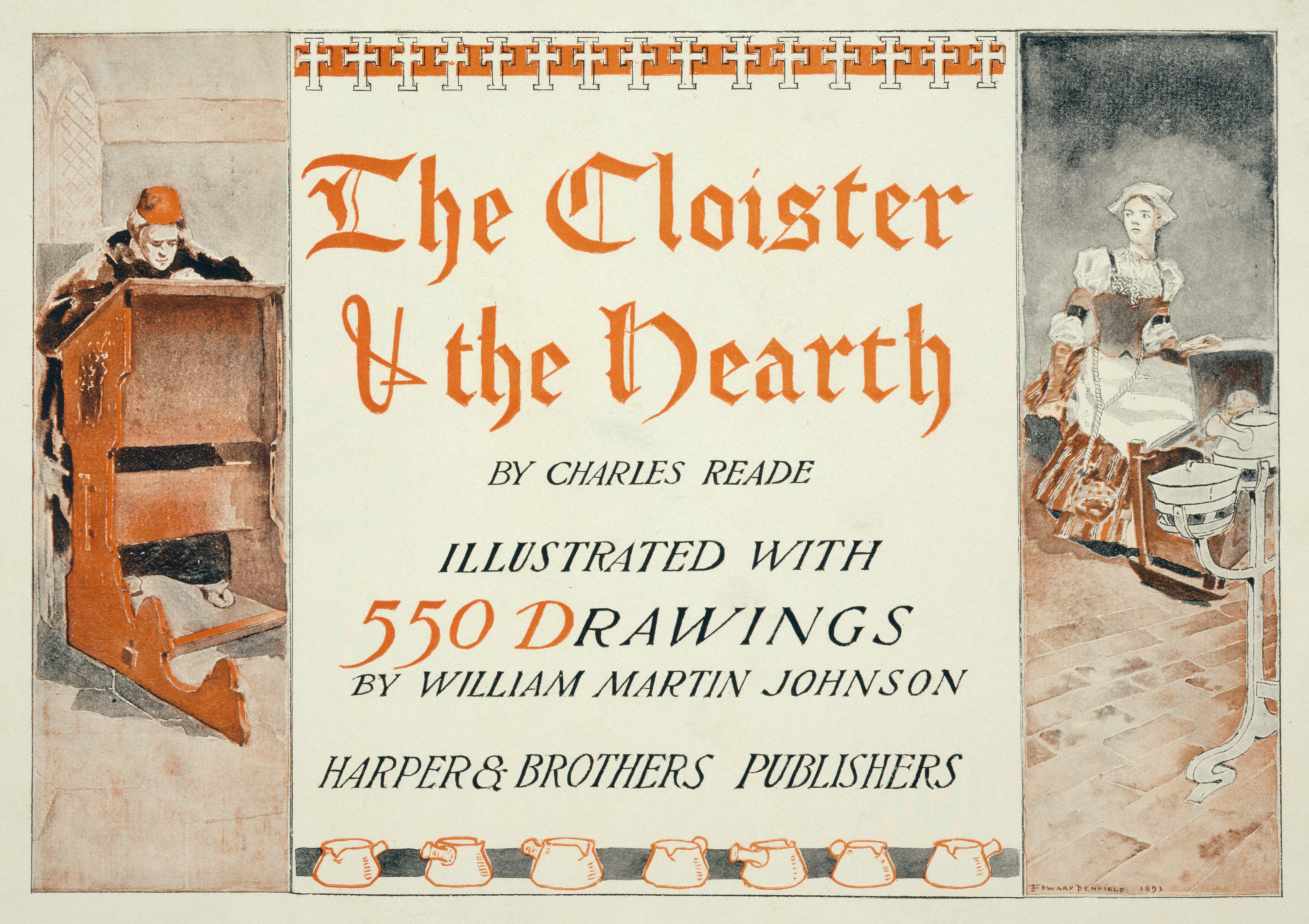
Afiche de 1893 anunciando una edición de The Cloister and the Hearth (El claustro y el hogar), de Charles Reade, ilustrada por William Martin Johnson.

La obra más importante de Charles Reade (1814-1884), la novela medieval, en cuatro volúmenes, titulada The Cloister and the Hearth (El claustro y el hogar), fue publicada en 1861. Se considera su mejor novela, y en ella su método documental se aplica a la historia del siglo XV. Inspirada en los Coloquios de Erasmo y en su biografía, en los escritos de Lutero y en el material adecuado de cronistas e historiadores, Reade nos muestra vívidos cuadros de los monasterios, palacios y tabernas del período anterior al Renacimiento. La acción transcurre en los Países Bajos, Alemania, Francia e Italia en el siglo XV, y los modales, las costumbres, la política y los coloquios familiares de la época están exitosamente representados. Son incidentalmente introducidos, junto con los personajes ficticios, personajes históricos como Froissart, Gringoire, Villon, Deschamps, Coquillart, Lutero y Erasmo. La obra es actualmente reconocida como una de las mejores novelas históricas existentes. Con respecto a otras novelas suyas, El claustro y el hogar es más libre de defectos, y la madura erudición y perspicaz inventiva que en ella están combinadas con la delicadeza y reserva artísticas constituyen su mejor título clasificable con los grandes novelistas. Casi todos los críticos están de acuerdo en cuanto a la gran excelencia de El claustro y el hogar, situándola Swinburne "entre las magnas obras maestras de la narrativa".
Quizá con menos suerte, George Eliot (Mary Ann Evans, 1819-1880), una de los grandes novelistas del siglo XIX, hizo también su incursión en el género de narrativa histórica. Romola (1861-63) es una novela histórica ambientada en la Florencia renacentista, en la época de Savonarola. El libro, ilustrado por Sir Frederic Leighton, debe su vitalidad no a los retratos de Savonarola o de la heroína, ni a sus vigorosos cuadros de la vida florentina en el siglo XV, sino a su soberbia representación del traicionero y atractivo Tito Melema, que no pertenece a ninguna época sino a cada generación.
R. D. Blackmore (1825-1900), poeta y novelista, descubrió pronto que la ficción, y no la poesía, era su verdadera vocación, y aplicó sus facultades poéticas al presentar escenas naturales en su prosa. Durante un largo período de vacaciones, mientras residía en Nottage Court con su tío, llevó a cabo su primera tentativa de ficción con La doncella de Sker, cuyo escenario se sitúa en dicha localidad. La novela, sin embargo, no le satisfizo y fue aparcada a medio terminar, y solo la concluiría al cabo de los años (se publicaría en 1872).

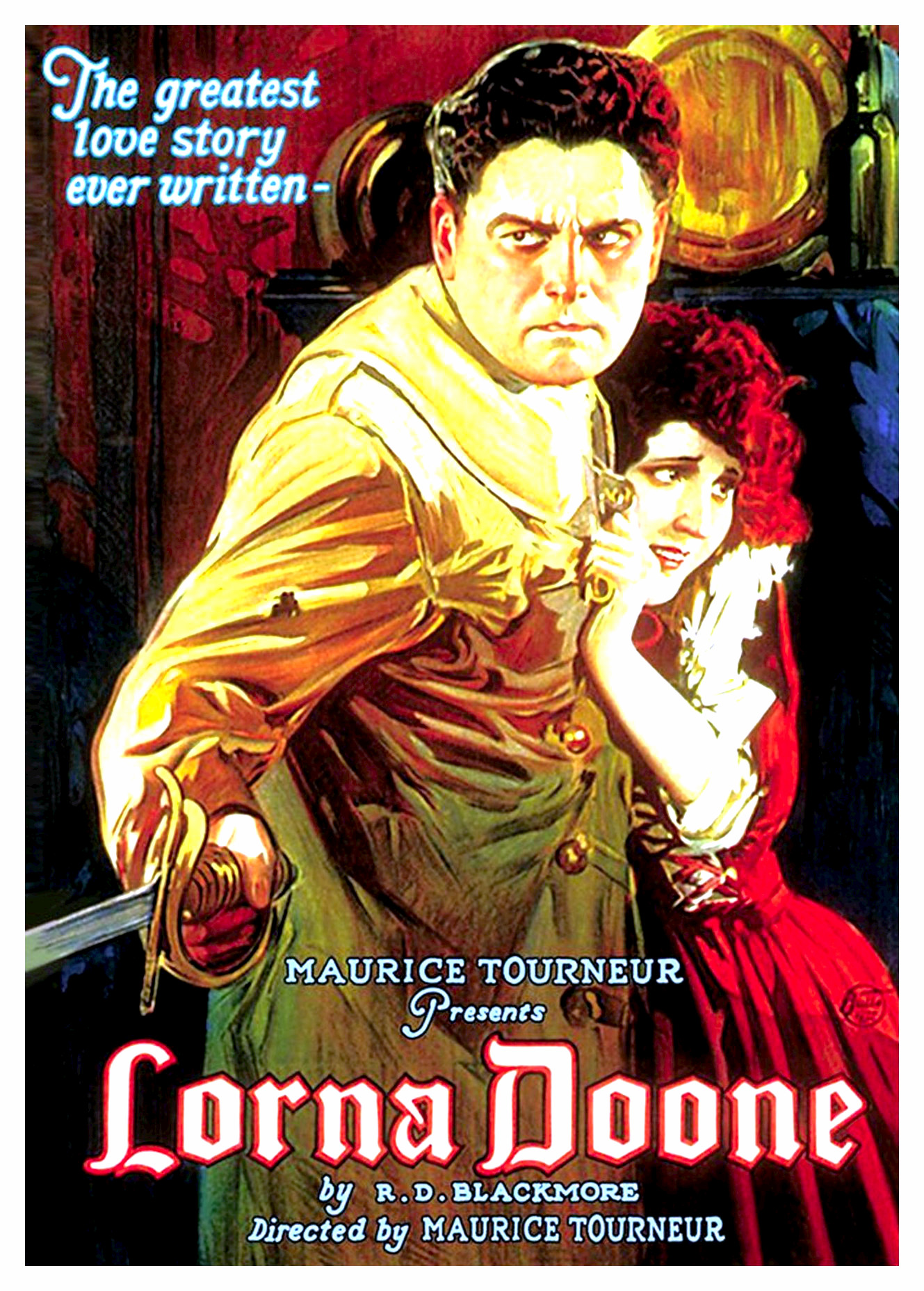
Cartel de la adaptación cinematográfica de la novela Lorna Doone (1922), dirigida por Maurice Tourneur.

Su obra más apreciada, y la más conocida por los lectores ingleses, es Lorna Doone (1869), novela de ambiente histórico situada en la época de Carlos II y Jacobo II, en el último tercio del siglo XVII. Ha sido considerada por algunos críticos como una de las grandes obras de ficción inglesa, pero este elogio resulta indudablemente excesivo. Esta hermosa historia fue pionera en el renacimiento romántico; y haciendo aparición en un momento de hastío, fue pronto reconocida como una obra de singular encanto, vigor e inventiva. Gracias a ella, Blackmore se aupó de manera fulminante al primer escalón entre los novelistas ingleses. Durante generaciones, esta novela ha sido muy leída por los escolares ingleses en su adolescencia. La novela costumbrista estaba en auge cuando apareció Lorna Doone, y Blackmore fue el pionero del movimiento neorromántico que, en alianza más o menos estrecha con la investigación histórica, alcanzaría desde entonces un verdadero éxito; hasta el momento de la muerte de Blackmore había alcanzado casi 50 ediciones, y en la actualidad ha alcanzado el rango de semiclásico. De estructura irregular, a menudo prolija, exageradamente romántica, incurriendo ocasionalmente en una falsa prosa métrica, continúa no obstante conservando el interés de sus lectores. Blackmore hizo por Devonshire lo que Scott había hecho por las Tierras Altas, mediante la evocación de las tradiciones románticas y revistiendo la historia, con su propia imaginación y fantasía, de viejas enemistades y de correrías. Entrelazados con las escenas románticas y semi-históricas del relato hay numerosos detalles agradables de la vida rural y numerosas escenas sosegadas y aventuras de un género apaciblemente rústico. El éxito de esta novela difícilmente podría repetirse, y aunque Blackmore escribió otras muchas historias capitales, siempre será recordado casi exclusivamente como el autor de Lorna Doone. La historia posee la genuina atmósfera de la vida al aire libre, está repleta de espíritu aventurero, y en sus momentos dramáticos muestra tanto vigor como intensidad. La heroína, aunque revestida de cualidades feéricas apenas humanas, es una figura idílica y evocadora; y John Ridd, el héroe fanfarrón, es un verdadero gigante del romance, tanto en propósito como en ejecución.
Hasta el momento de su muerte, Blackmore continuaría escribiendo novelas a razón de aproximadamente dos cada cinco años. No menos de una docena de novelas siguieron a Lorna Doone. De entre ellas destacan la ya citada La doncella de Sker (1872), la favorita del autor, y Springhaven (1887), que él consideraba superior a Lorna Doone. Blackmore ha trazado pocos retratos más realistas que el del Davy Llewellyn de La doncella de Sker, mientras que resulta interesante conocer que el del pequeño Bardie fue sugerido al novelista por su sobrina. En Springhaven, que es indudablemente uno de sus libros más ambiciosos, dio rienda suelta a su culto a la heroicidad de Nelson. Una de las características más llamativas de las obras de Blackmore es su maravillosa capacidad de observación de la naturaleza y su simpatía hacia la misma. Se puede decir que hizo por Devonshire lo que Scott había hecho por las Tierras Altas de Escocia.
En vida de James Rice, su socio literario durante casi una década, Sir Walter Besant (1836-1901) únicamente hizo una incursión en solitario en la ficción, escribiendo en 1872 una novela histórica, When George the Third was Bang. Tras la muerte de Rice, Besant continuaría escribiendo novelas en solitario, produciendo anualmente una obra de ficción de extensión estándar durante veinte años. Las tramas de Besant en solitario poseen una estructura mucho más suelta que las que escribió con su socio, y se basaba en mayor medida que antes en sucesos históricos. The World went very well then (1887), For Faith and Freedom (1888), The Holy Rose (1890) y St. Katharine's by the Tower (1891) se ocupan con acierto de la vida inglesa en los siglos XVII y XVIII.
A principios de 1883, el escocés Robert Louis Stevenson (1850-1894) concluyó su novela The Black Arrow: A Tale of the Two Roses. Esta historia de la guerra de las Dos Rosas, escrita en un estilo basado en las Paston Letters, fue preferida a La isla del tesoro por el público al que inicialmente se dirigió, pero no satisfizo a los críticos cuando fue publicada en formato de libro cinco años después, y no era la favorita de su autor.
En Secuestrado (1886) ―una historia escocesa para jóvenes sugerida por el histórico incidente de los asesinatos de Appin― las aventuras resultan apenas menos emocionantes que las de La isla del tesoro, los elementos de delineación de personajes son más sutiles y llegan más lejos, mientras que el elemento romántico de la historia y el sentimiento patriótico están expresados como casi nunca desde Scott. El éxito de esta historia, tanto de crítica como de público, cimentó la posición de Stevenson al frente de los jóvenes escritores de su época, entre quienes su ejemplo estimuló una mayor atención general a las cualidades técnicas de estilo y elaboración, así como una reacción a favor de la novela de acción y romance frente a las modalidades de ficción más analíticas y menos estimulantes que predominaban entonces.
The Master of Ballantrae (El barón de Ballantrae, 1889) es una novela, hasta cierto punto histórica, sobre una querella entre dos hermanos que dura toda la vida. Muchas personas piensan que esta trágica historia de odio fraterno ocupa el primer lugar entre las novelas del autor, tanto por la viveza de sus descripciones como por su penetración psicológica. Catriona (1893), secuela de Secuestrado, es, como ésta, otra novela histórica en la línea de las de Walter Scott, y está igualmente ambientada en el período político de las Highlands posterior a 1745. Ambas resisten la comparación con Scott, y al compararlas resultan más ligeras en cuanto a erudición, caracterización y sentido nacional; pero resultan más eficaces en cuanto narraciones. Catriona contiene parte del mejor trabajo del autor, especialmente en las escenas finales de Leiden y Dunkerque. La comedia de una pasión juvenil difícilmente ha sido expresada de manera más brillante o más delicada.
El escocés Arthur Conan Doyle (1859-1930), médico de profesión, publicó en 1888 su novela Micah Clarke, un relato de la Rebelión de Monmouth. Después vendría The White Company (La compañía blanca, 1891), una novela de la época de Du Guesclin; y en Las hazañas del brigadier Gerard (1896) reunió una popular serie de relatos ambientados en las guerras napoleónicas. Otras novelas históricas del autor: The Great Shadow (1892), ambientada en una ciudad fronteriza entre Inglaterra y Escocia en pleno periodo napoleónico; Los refugiados (1893), cuya trama gira en torno a dos personajes: un guardia hugonote de Luis XIV y un norteamericano que llega de visita a Francia; y Sir Nigel (1905-6), cuya acción transcurre durante la primera fase de la Guerra de los Cien Años.
Arthur Quiller-Couch (1863-1944) escribió en 1889 la novela histórica The Splendid Spur, que llevaba por subtítulo «Memorias de las aventuras de Mr. John Marvel, servidor de Su Majestad el rey Carlos I, en los años 1642-43, escritas por él mismo». El semanario neoyorquino The Outlook (11 de diciembre de 1897) describió la obra como uno de los mejores relatos del autor, y destacó su vivacidad, su estilo embriagador y su interés.

## Escritores de Estados Unidos
James Fenimore Cooper (1789-1851) publicó en 1826 su célebre novela El último mohicano, un libro mencionado a menudo como la obra maestra de su autor.